# Ди Кьяра, Джозеф
Джо́зеф Уи́льям Э́нтони Ди Кья́ра (англ. Joseph William Anthony Di Chiara; род. 30 января 1992, Торонто) — канадский футболист итальянского происхождения, опорный полузащитник клуба «Вон Адзурри».

## Карьера
Джозеф Ди Кьяра — воспитанник футбольной школы «Спартакус» из Торонто. Он был капитаном команды своего возраста, которую тренировал Александр Шиков. В 2010 году проходил стажировку в футбольной команде американского Университета Хауарда.
В 2011 году подписал свой первый профессиональный контракт с клубом «Крылья Советов» из Самары. Таким образом, Ди Кьяра стал вторым канадцем в чемпионатах России после Анте Яжича.
За молодёжный состав «Крыльев» в 2012 году провёл 9 матчей и забил 1 мяч в самом первом матче против клуба «Спартак-Нальчик» на 7-й минуте. Дебютировал в Премьер-лиге в матче 14 тура против «Терека», на 59-й минуте заменив Кириллова. Свой второй матч Джозеф провёл уже в следующем туре в домашней игре против «Анжи» (0:3), выйдя с самых первых минут матча, он провёл на поле все 90 минут.
7 января 2019 года Ди Кьяра подписал контракт с клубом Канадской премьер-лиги «Йорк 9». В октябре 2020 года клуб отпустил игрока, удовлетворив его просьбу.
20 ноября 2020 года Ди Кьяра подписал многолетний контракт с клубом «Кавалри». 21 января 2022 года было объявлено, что Ди Кьяра продолжит выступать за «Кавалри» в сезоне 2022.